# 152647 Rinako
152647 Rinako este un asteroid din centura principală de asteroizi.

## Descriere
152647 Rinako este un asteroid din centura principală de asteroizi. A fost descoperit pe 29 octombrie 1997 la Hadano de Atsuo Asami. Asteroidul prezintă o orbită caracterizată de o semiaxă mare de 2,46 ua, o excentricitate de 0,25 și o înclinație de 12,3° în raport cu ecliptica.